# Sản xuất quân sự trong Chiến tranh thế giới thứ hai

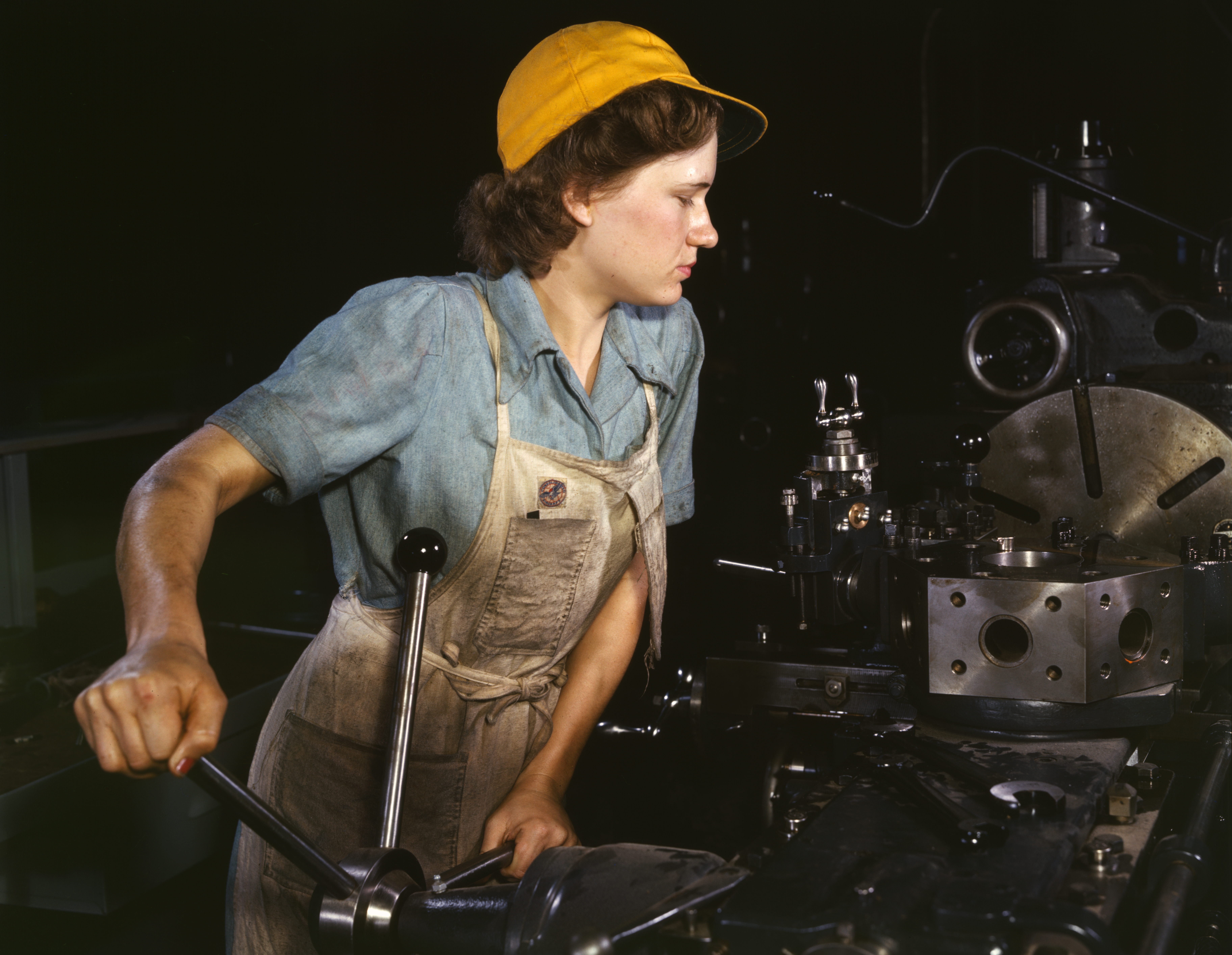
Phụ nữ làm việc trong nhà máy cơ khí, Hoa Kỳ, 1942

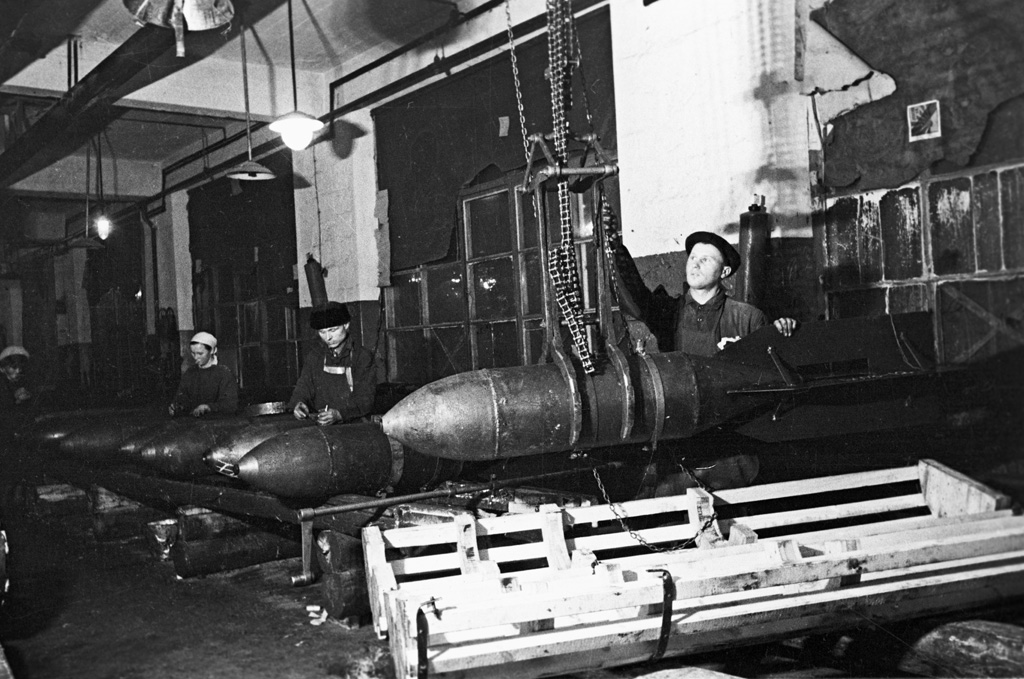
Sản xuất bom cho máy bay tại Moskva, Liên Xô, 1941

Sản xuất quân sự trong chiến tranh thế giới thứ hai là những hoạt động sản xuất, cung cấp, tài trợ tất cả mọi nguồn lực cho các bên tham gia Chiến tranh thế giới thứ hai (1939 - 1945). Những hoạt động này đóng vai trò quyết định trong nỗ lực chiến tranh của các bên, trong đó, phe Đồng Minh hơn hẳn phe Trục trong mọi lĩnh vực. Việc có được những nguồn tài chính và tài nguyên khổng lồ để chịu đựng gánh nặng của cuộc chiến phụ thuộc vào nền kinh tế và chính trị của mỗi bên, đặc biệt là các cường quốc. Trong giai đoạn đầu chiến tranh (1939-1940), phe Trục chiếm ưu thế về nhân lực và sản xuất, nhưng sau khi Liên Xô và Hoa Kỳ tham chiến (1941), cán cân lực lượng ngả hẳn về phía Đồng Minh.

## Thống kê (1938 - 1945)

### Quân sự

#### Tổng quan

##### Quân nhân
| Phục vụ               | Đồng Minh  | Trục       |
| --------------------- | ---------- | ---------- |
| Chiến đấu             | x          | x          |
| Dự bị                 | x          | x          |
| Tàu vận tải, phá băng | x          | x          |
| Khác                  | x          | x          |
| Tổng                  | 80,000,000 | 30,000,000 |

##### Khí tài chính
| Loại                                                           | Đồng Minh | Trục      |
| -------------------------------------------------------------- | --------- | --------- |
| Xe tăng, xe bọc thép, pháo tự hành, xe cơ giới, mô-tô các loại | 4,358,649 | 670,288   |
| Pháo, súng cối và súng bộ binh                                 | 6,792,696 | 1,363,491 |
| Máy bay                                                        | 637,248   | 229,331   |
| Tên lửa                                                        | 0         | 45,458    |
| Tàu                                                            | 54,932    | 1,670     |

### Theo quân chủng

#### Không quân

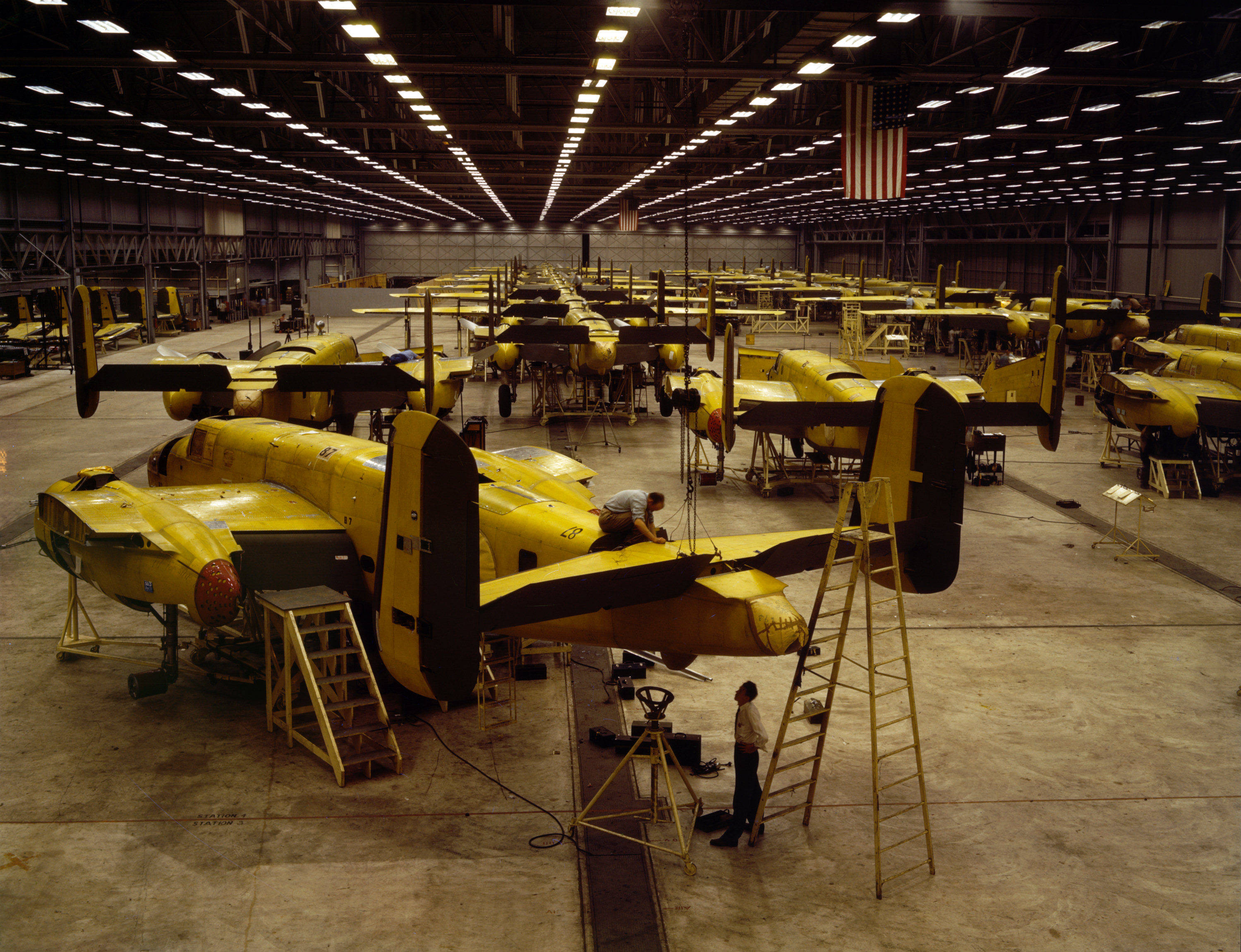
Nhà máy sản xuất máy bay B-25

| Lực lượng                             | Tổng cộng | Tiêm kích | Cường kích | Ném bom | Trinh sát | Vận tải | Huấn luyện | Khác   | Quân nhân |
| ------------------------------------- | --------- | --------- | ---------- | ------- | --------- | ------- | ---------- | ------ | --------- |
| Anh                                   | 177,025   | 38,786    | 33,811     | 38,158  | 7,014     | 12,585  | 46,256     | 415    | 1,927,395 |
| Hoa Kỳ                                | 324,000   | 99,000    |            | 97,000  |           | 23,000  | 57,000     |        | 2,400,000 |
| Liên Xô                               | 136,223   | 22,301    | 37,549     | 21,116  |           | 17,332  | 4,061      |        |           |
| Khác                                  |           |           |            |         |           |         |            |        |           |
| Đồng Minh                             | 637,248   | 164,087   | 71,360     | 156,274 | 7,014     | 52,917  | 107,317    | 415    |           |
|                                       |           |           |            |         |           |         |            |        |           |
| Đức Quốc xã và các vùng bị chiếm đóng | 133,387   | 57,653    | 8,991      | 28,577  | 5,025     | 8,396   | 14,311     | 11,361 | 3,402,200 |
| Romania                               | 1,113     | 513       | 272        | 128     | 0         | 200     | 0          | 0      |           |
| Italia                                | 13,402    | 6,157     | 34         | 3,381   | 388       | 2,471   | 968        | 3      |           |
| Nhật Bản                              | 71,580    | 26,548    | 21,639     | 13,839  | 3,709     | 1,073   | 3,420      | 1,376  |           |
| Khác                                  | 9,849     | 881       | 4          | 395     | 318       | 1,880   | 5,145      | 57     |           |
| Trục                                  | 229,338   | 91,752    | 30,936     | 46,320  | 11,002    | 9,176   | 22,944     | 12,794 |           |

#### Lục quân
| Lực lượng                             | Xe tăng và pháo tự hành | Xe bọc thép | Phương tiện giao thông khác | Pháo      | Súng cối | Súng máy                                   | Quân nhân  |
| ------------------------------------- | ----------------------- | ----------- | --------------------------- | --------- | -------- | ------------------------------------------ | ---------- |
| Anh                                   | 47,862                  | 47,420      | 1,475,521                   | 226,113   | 239,540  | 1,090,410                                  | 11,192,533 |
| Hoa Kỳ                                | 102,410                 |             | 2,382,311                   | 257,390   | 105,055  | 2,679,840                                  | 10,000,000 |
| Liên Xô                               | 106,025                 |             | 197,100                     | 516,648   | 200,300  | 1,477,400 (chưa kể 6 triệu súng tiểu liên) | 34,000,000 |
| Khác                                  |                         |             |                             |           |          |                                            |            |
| Đồng Minh                             | 256,297                 | 47,420      | 4,054,932                   | 1,000,151 | 544,895  | 5,247,650                                  |            |
|                                       |                         |             |                             |           |          |                                            |            |
| Đức Quốc xã và các vùng bị chiếm đóng | 67,429                  | 345,914     | 159,147                     | 73,484    | 674,280  |                                            | 16,540,835 |
| Hungary                               | 908                     |             |                             | 447       |          | 4,583                                      |            |
| Italia                                | 3,368                   |             | 83,000                      | 7,200     | 22,000   |                                            |            |
| Nhật Bản                              | 3,724                   |             | 165,945                     | 13,350    | 29,000   | 380,000                                    |            |
| Khác                                  |                         |             |                             |           |          |                                            |            |
| Trục                                  | 75,429                  | 345,914     | 408,092                     | 94,481    | 725,280  | 384,583                                    |            |

#### Hảiquân
| Lực lượng   | Tất cả tàu lớn | Tàu sân bay                            | Thiết giáp hạm | Tàu tuần dương | Tàu khu trục | Tàu frigate | Tàu corvette | Sloops | tàu tuần tra | Tàu ngầm | Tàu quét lôi | Tàu đổ bộ | Quân nhân |
| ----------- | -------------- | -------------------------------------- | -------------- | -------------- | ------------ | ----------- | ------------ | ------ | ------------ | -------- | ------------ | --------- | --------- |
| Anh         | 890            | 36 (bao gồm 24 tàu sân bay hạng nhẹ)   | 6              | 102            | 291          | 209         | 387          | 33     | 4,209        | 238      | 1,244        | 9,538     | 1,227,415 |
| Hoa Kỳ      | 6,771          | 134 (bao gồm 110 tàu sân bay hạng nhẹ) | 8              | 48             | 349          |             |              |        |              | 245      |              | 35,000    | x         |
| Liên Xô     |                |                                        | 2              | 2              | 25           |             |              |        |              | 52       |              |           |           |
| Khác        |                |                                        |                |                |              |             |              |        |              |          |              |           |           |
| Đồng Minh   |                | 199 (bao gồm 165 tàu sân bay hạng nhẹ) | 16             | 152            | 665          | 209         | 387          | 33     | 4,209        | 568      | 1,244        | 44,538    |           |
|             |                |                                        |                |                |              |             |              |        |              |          |              |           |           |
| Đức Quốc xã |                |                                        |                |                | 17           |             |              |        |              | 1,152    |              |           | 1,500,000 |
| Italia      |                |                                        | 3              | 6              | 6            |             |              |        |              | 63       |              |           |           |
| Nhật Bản    |                | 16                                     | 2              | 9              | 63           |             |              |        |              | 199      |              |           |           |
| Khác        |                |                                        |                |                |              |             |              |        |              |          |              |           |           |
| Trục        |                | 16                                     | 5              | 15             | 69           | 0           | 0            | 0      | 0            | 1,414    | 0            | 0         |           |

### Tổng quan

#### GDP
- Tính theo Đô la quốc tế, tỷ giá năm 1990.

|         | Đồng Minh      | Trục          |
| ------- | -------------- | ------------- |
| GDP     | 12,321,000,000 | 5,556,000,000 |
| Chi phí |                |               |

#### Cung cấp hàng hóa và nguyên liệu quan trọng

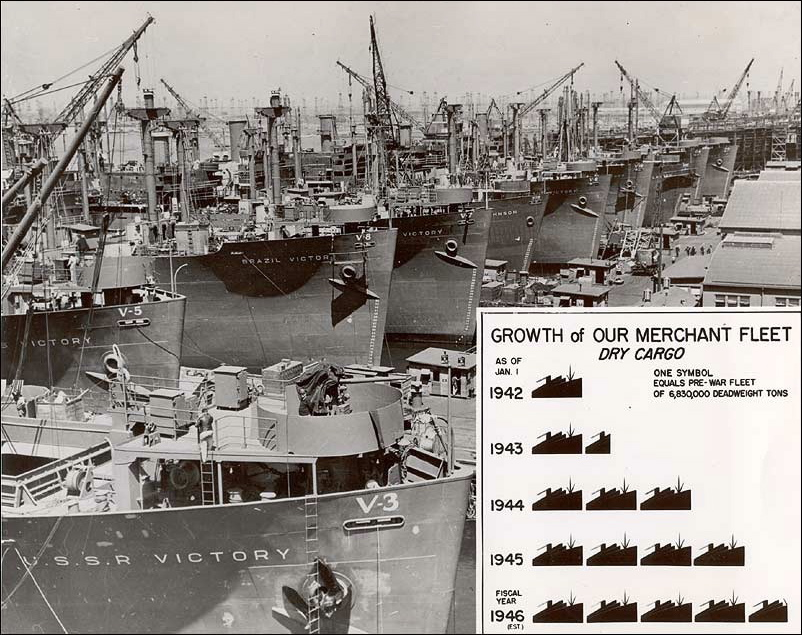
Một lượng rất lớn tàu vận tải được đóng trong thời gian chiến tranh

|              | Đồng Minh     | Trục          |
| ------------ | ------------- | ------------- |
| Tàu vận tải  | 47,118        | x             |
| Tàu sửa chữa | 46,817,172    | 5,621,967     |
| Than         | 4,581,400,000 | 2,629,900,000 |
| Dầu thô      | 1,043,000,000 | 66,000,000    |
| Thép         | 733,006,633   | x             |
| Nhôm         | 5,104,697     | 1,199,150     |
| Miăng        | 3,934,043     | x             |

- tính bằng tấn (1 tấn = 1000 kg)

### GDP theo quốc gia

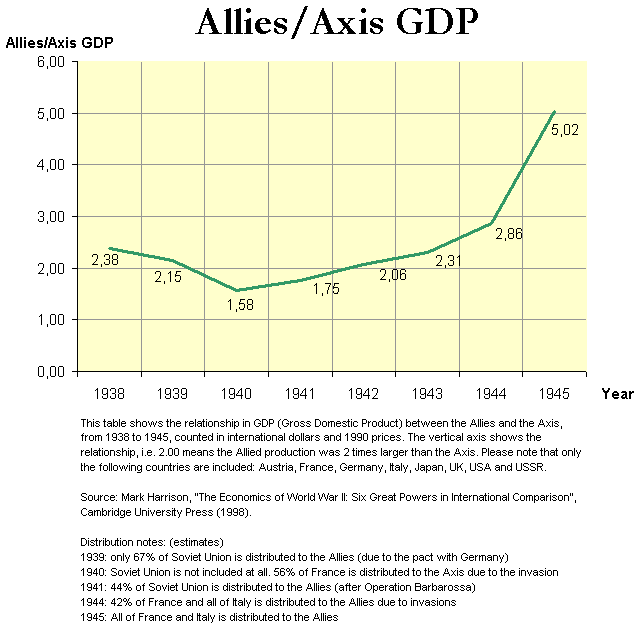
Tỉ lệ GDP giữa Khối Đồng Minh và Khối Trục trong Chiến tranh thế giới thứ hai

| Quốc gia                  | 1938 | 1939 | 1940  | 1941  | 1942  | 1943  | 1944  | 1945  |
| ------------------------- | ---- | ---- | ----- | ----- | ----- | ----- | ----- | ----- |
| Đại Anh                   | 284  | 287  | 316   | 344   | 353   | 361   | 346   | 331   |
| Chính quốc Anh            | 115  | -    | -     | -     | -     | -     | -     | -     |
| Thuộc địa Anh             | 285  | -    | -     | -     | -     | -     | -     | -     |
| Đế quốc Anh               | 684  | 287  | 316   | 344   | 353   | 361   | 346   | 331   |
| Pháp                      | 186  | 199  | 82/82 | 130   | 116   | 110   | 93    | 101   |
| Thuộc địa Pháp            | 49   | ---  | ---   | ---   | ---   | ---   | ---   | ---   |
| Đế quốc Pháp              | 235  | 199  | 82/82 | 130   | 116   | 110   | 93    | 101   |
| Liên Xô                   | 359  | 366  | 417   | 359   | 274   | 305   | 362   | 343   |
| Hoa Kỳ                    | 800  | 869  | 943   | 1,094 | 1,235 | 1,399 | 1,499 | 1,474 |
| Đức                       | 376  | 411  | 416   | 441   | 444   | 454   | 466   | 322   |
| Vùng bị chiếm đóng        | ---  | ---  | ---   | ---   | ---   | ---   | ---   | ---   |
| Đế chế thứ ba             | 376  | 411  | 416   | 441   | 444   | 454   | 466   | 322   |
| Italia                    | 141  | 151  | 147   | 144   | 145   | 137   | 117   | 92    |
| Vùng bị chiếm đóng        | 3    | ---  | ---   | ---   | ---   | ---   | ---   | ---   |
| Đế quốc Italia            | 144  | 151  | 147   | 144   | 145   | 137   | 117   | 92    |
| Nhật Bản                  | 169  | 184  | 192   | 196   | 197   | 194   | 189   | 144   |
| Vùng bị chiếm đóng        | 63   | ---  | ---   | ---   | ---   | ---   | ---   | ---   |
| Đại đế quốc Nhật Bản      | 232  | 184  | 192   | 196   | 197   | 194   | 189   | 144   |
| Đồng Minh total:          | 919  | 486  | 398   | 1,927 | 1,978 | 2,065 | 2,207 | 2,341 |
| Trục total:               | 376  | 411  | 837   | 911   | 902   | 895   | 758   | 466   |
| Tỉ lệ GDP Đồng Minh/Trục: | 2.51 | 1.18 | 0.54  | 1.75  | 2.06  | 2.31  | 2.86  | 5.02  |

1. ↑  Tỉ Đô la quốc tế, giá 1990. Adjusted annually for changing compositions within each alliance.
2. ↑  Liên Xô chiếm phía Đông Ba Lan năm 1939
3. ↑  Ba nước Baltic sáp nhập vào Liên Xô giữa năm 1940
4. ↑  Alaska và Hawaii chỉ trở thành bang của Hoa Kỳ sau chiến tranh
5. ↑  GDP ratio: A 2.06 ratio means combined Allied GDP was 2.06 times higher than Axis GDP.

Chú thích
1. Pháp thuộc phe Trục: 1940:50% (xanh nhạt), 1941-44:100% (nâu)
2. Liên Xô thuộc phe Đồng Minh: 1941:44% (xanh nhạt), 1942-1945:100%.
3. Hoa Kỳ viện trợ trực tiếp cho Khối Đồng Minh theo Chương trình Cho vay - Cho thuê từ tháng 3 năm 1941, though the US made it possible for the Allies to purchase US-produced materiel from 1939[3]
4. Italy: 1938:0%, 1939-1943:100% Trục (nâu), 1944-1945:100% Đồng Minh
5. Nhật Bản thuộc phe Trục với Hiệp ước Đồng Minh tay ba năm 1940.
6. The Allied and Axis totals are not the immediate sum of the table values; see the distribution rules[cần giải thích] used above.